# Вальеруд, Джейн
Джейн Кристин Вальеруд Борета (родилась 13 ноября 1961 года) — шведский предприниматель и частный инвестор. Она принимала участие в более чем 10 стартапах с начала 2000-х годов, включая Klarna, Bluetail, Tobii Technology, и Teclo Networks.
В 2015 году она была избрана в Зал славы стартапа SUP46s. Она также является членом Шведского государственного инновационного совета и получила золотую медаль Шведской Королевской академии инженерных наук.

## Ранние годы
Вальеруд родилась в США и переехала в Швецию, когда ей было 20 лет, после встречи с ее мужем Бенгтом. Она изучала когнитивную психологию и информатику в Стэнфордском университете.

## Карьера
Вальеруд работала менеджером по продажам в Erlang Systems в 1997 году. В 1998 году она ушла в совместную компанию Bluetail, которая разрабатывала все свои продукты в Эрланге. Затем компания была продана за 152 миллиона долларов Alteon Networks.
В 2004 году она встретила Себастьяна Семятковского, основателя Кларны, и инвестировала 60 000 € за 10 % компании. Она также представила учредителей команде программистов, которые помогли им построить свою платформу в обмен на 37 % акций.
Вальеруд начала Teclo Networks с новой командой в 2010 году. Они разработали технологию для увеличения скорости мобильного широкополосного доступа. После шести лет она и ее другие соучредители продали Teclo Networks Sandvine.
В 2016 году Вальеруд инвестировала в цифрового тренера для лыжников под названием WeMeMove (теперь Racefox). Она инвестировала 6 миллионов шведских крон в компанию и стала одним из членов правления. Она также создала собственную венчурную компанию Walerud Ventures вместе со своим мужем Бенгтом и их дочерью Кэролайн. Они присоединяются к компаниям, специализирующимся на таких высоких технологиях, как искусственный интеллект, синтетическая биология и долговечность.